# Jānis Strenga
Jānis Strenga (Sigulda, 5 februari 1986) is een Lets bobsleeër. Hij vertegenwoordigde zijn vaderland op de Olympische Winterspelen 2014 in Sotsji.

## Carrière
Op 30 januari 2011 maakte Strenga zijn wereldbekerdebuut in Sankt Moritz in de viermansbob. Samen met Oskars Melbārdis, Raivis Broks en Mihails Arhipovs haalde hij de finish niet. Tijdens de wereldkampioenschappen bobsleeën 2011 in Königssee eindigde hij in de viermansbob samen met Raivis Broks, Mihails Arhipovs en Oskars Melbārdis op de vijftiende plaats.
In Sankt Moritz nam hij deel aan de wereldkampioenschappen bobsleeën 2013. Op dit toernooi eindigde hij in de viermansbob samen met Oskars Ķibermanis, Žaļims en Raivis Broks op de 16e plaats.
Tijdens de Olympische Winterspelen van 2014 in Sotsji sleepte hij in de viermansbob samen met Daumants Dreiškens, Arvis Vilkaste en Oskars Melbārdis de gouden medaille in de wacht.

## Resultaten

### Olympische Winterspelen
| Jaar | Plaats | Resultaten  | Bemanning                      |
| ---- | ------ | ----------- | ------------------------------ |
| 2014 | Sotsji | Viermansbob | Dreiškens, Vilkaste, Melbārdis |

### Wereldkampioenschappen
| Jaar | Plaats       | Resultaten      | Bemanning                  |
| ---- | ------------ | --------------- | -------------------------- |
| 2011 | Königssee    | 15e Viermansbob | Melbārdis, Broks, Arhipovs |
| 2012 | Lake Placid  | DNF Viermansbob | Melbārdis, Lūsis, Vilkaste |
| 2013 | Sankt Moritz | 16e Viermansbob | Ķibermanis, Žaļims, Broks  |

### Wereldbeker
Wereldbekerzeges
| Datum            | Plaats       | Onderdeel   | Bemanning                      |
| ---------------- | ------------ | ----------- | ------------------------------ |
| 12 januari 2014  | Sankt Moritz | Viermansbob | Dreiškens, Vilkaste, Melbārdis |
| 19 januari 2014  | Igls         | Viermansbob | Dreiškens, Vilkaste, Melbārdis |
| 20 december 2014 | Calgary      | Viermansbob | Dreiškens, Vilkaste, Melbārdis |
| 25 januari 2015  | Calgary      | Viermansbob | Dreiškens, Vilkaste, Melbārdis |
| 1 februari 2015  | La Plagne    | Viermansbob | Dreiškens, Vilkaste, Melbārdis |
| 8 februari 2015  | Igls         | Viermansbob | Dreiškens, Vilkaste, Melbārdis |